# Samouil (obchtina)
Samouil (bulgare : Самуил) est une obchtina de l'oblast de Razgrad en Bulgarie.